# Communauté de communes du Castelbriantais
Die Communauté de communes du Castelbriantais ist ein ehemaliger französischer Gemeindeverband mit der Rechtsform einer Communauté de communes im Département Loire-Atlantique in der Region Pays de la Loire. Sie wurde am 24. Dezember 1993 gegründet und umfasste 19 Gemeinden. Der Verwaltungssitz befand sich im Ort Châteaubriant.

## Historische Entwicklung
Mit Wirkung vom 1. Januar 2017 fusionierte der Gemeindeverband mit der Communauté de communes du Secteur de Derval und bildete so die Nachfolgeorganisation Communauté de communes Châteaubriant-Derval.

## Ehemalige Mitgliedsgemeinden
1. Châteaubriant
2. La Chapelle-Glain
3. Erbray
4. Fercé
5. Grand-Auverné
6. Issé
7. Juigné-des-Moutiers
8. Louisfert
9. La Meilleraye-de-Bretagne
10. Moisdon-la-Rivière
11. Noyal-sur-Brutz
12. Petit-Auverné
13. Rougé
14. Ruffigné
15. Saint-Aubin-des-Châteaux
16. Saint-Julien-de-Vouvantes
17. Soudan
18. Soulvache
19. Villepot